# Rhynencina xanthogaster
Rhynencina xanthogaster är en tvåvingeart som först beskrevs av Steyskal 1979.  Rhynencina xanthogaster ingår i släktet Rhynencina och familjen borrflugor.
Artens utbredningsområde är Venezuela. Inga underarter finns listade i Catalogue of Life.